# Maya Lauqué
Maya Lauqué, née le 11 février 1979 à Bayonne (Pyrénées-Atlantiques), est une  présentatrice de télévision française.
Travaillant à i>Télé de 2007 à 2013, elle coprésente de septembre 2013 à juillet 2021, le magazine de consommation La Quotidienne sur France 5 aux côtés de Thomas Isle. Depuis le 27 août 2021, elle présente l'émission Télématin sur France 2, du vendredi au dimanche avec Damien Thévenot.

## Biographie

### Enfance et formation
Maya Lauqué est la fille d'Henri Lauqué, président du comité des Fêtes de Bayonne, et de Christine Lauqué, adjointe au maire de Bayonne et conseillère départementale LR notamment. Pratiquant la danse, elle est d'abord passée par l'Opéra de Paris et le Conservatoire national supérieur de musique et de danse de Paris de 13 à 17 ans. Finalement, elle s'oriente vers le journalisme.
À 18 ans, elle commence à travailler pour le quotidien régional Sud Ouest ainsi que pour des magazines de danse, tout en préparant un DEUG en lettres modernes. Diplômée, elle entre en licence à l'Institut français de presse en 2000, mais à l'issue d'un stage de trois mois à Infosport, elle décroche un poste et ne se présente pas aux examens,.

### Carrière
Embauchée à Infosport pour travailler en coulisse, elle passe de l'autre côté de la caméra, comme elle l'explique en 2013 : « Un jour, on m’a demandé de jouer les doublures pour régler la lumière. J’ai prononcé quelques mots devant la caméra. Cinq minutes plus tard, on m’annonçait que je débutais comme présentatrice ». En 2002, elle intègre TPS Star, où elle présente des matchs de foot de Premier League à Londres, aidée par les connaissances en foot de son frère.
Repérée par Bernard Zekri, alors directeur de la rédaction d'i>Télé, elle intègre la chaîne en 2006 pour présenter les journaux d'i matin aux côtés d'Aymeric Caron. De début 2007 à juillet 2009, elle présente les journaux du soir, en particulier dans l'émission 1 h 30 chrono de Thomas Hugues jusqu'en juillet 2008, puis dans la tranche 18-20 heures, animée par Nicolas Demorand,. À partir de septembre 2009, elle rejoint la tranche 12-14 h pour y animer Le Forum de l'info aux côtés de Benjamin Vincent, puis en solo à partir de janvier 2010 à la suite du départ de ce dernier.
En décembre 2009, Maya Lauqué devient joker à la présentation des JT de Canal+.
En septembre 2011, elle reprend la présentation de la matinale (6-9 h) avec Denis Girolami, et elle poursuit la présentation du débat hebdomadaire Ça se dispute qu'elle avait repris en janvier. À la rentrée 2012, Maya Lauqué présente les journaux de La Grande Édition d'Olivier Galzi, de 22 h à minuit.
À la rentrée 2013, elle quitte i>Télé pour co-animer le magazine de consommation La Quotidienne sur France 5 aux côtés de Thomas Isle.
En décembre 2016, elle participe à l'animation de la 30e édition du Téléthon en présentant l'émission Le futur, c'est maintenant aux côtés de Thomas Isle sur France 2.
Depuis le 27 août  2021, elle présente Télématin en duo avec Damien Thévenot du vendredi au dimanche, à la suite de l’éviction de Laurent Bignolas. La présentation du lundi au jeudi est assurée par Julia Vignali et Thomas Sotto jusqu'au 30 août 2023, date à laquelle Julia Vignali est remplacée par Marie Portolano.
Depuis 2022, elle officie à la présentation de C dans l'air comme joker en l'absence de Caroline Roux et Axel de Tarlé.
En février 2024, elle présente son premier journal de 20 heures week-end sur France 2 en remplacement du titulaire Laurent Delahousse et du joker habituel Thomas Sotto. Elle présente de nouveau le JT de 20H week-end les deux derniers week-ends d'août après le départ de Thomas Sotto pour RTL, mais c’est au poste de joker du JT de 13 Heures de France 2 qu’elle est officialisée en tant que joker et assure donc les remplacements de Julian Bugier à partir de décembre 2024 

### Vie privée
Le 18 novembre 2014, elle annonce en direct sur France 5 qu'elle est enceinte. Elle accouche au début du mois d'avril 2015 d'un garçon prénommé Lucien. En février 2018, elle révèle être enceinte de son deuxième enfant. Elle accouche le 16 juillet 2018 d'une fille prénommée Jeanne. Son compagnon et père de ses enfants est Cyril Denis, bassiste, principalement connu pour sa collaboration avec Louis Bertignac et pour ses projets musicaux avec des enfants.

## Liste des émissions
Liste des principales émissions auxquelles Maya Lauqué a participé  :

### Sur i>Télé (2007-2013)
- i matin et i matin week-end (avec Aymeric Caron)
- 1 h 30 Chrono (avec Thomas Hugues et Laurent Bazin)
- Les Bronzés (avec Thomas Hugues)
- Le 18-20 Demorand - Lauqué (avec Nicolas Demorand)
- À propos (avec Nicolas Demorand)
- Le 18-20 (avec Paul Lefèvre)
- Le Forum de l'info (avec Benjamin Vincent)
- Le Match des éditorialistes
- Ça se dispute (avec Olivier Ravanello)
- L'Info sans interdit (avec Julian Bugier)
- Le 6-9 (avec Denis Girolami)
- Le Journal de la nuit
- La Grande Édition (avec Olivier Galzi)
- L'Édition de la nuit

### Sur Canal + (2009)
- Le JT sur Canal + : remplaçante

### Sur D8 (2012-2013)
- Le Journal de D8 : remplaçante

### Sur France Télévisions (depuis 2013)
- 2013-2021 : La Quotidienne sur France 5 : coprésentation avec Thomas Isle
- 2013 : animatrice remplaçante dans C à vous   sur France 5
- Depuis 2021 : Télématin sur France 2, avec Damien Thévenot
- 2022 : Tous prêts pour la dictée  ! sur France 3
- 2023-2025 : C dans l'air sur France 5 en tant que remplaçante
- 2023 : La Grande Soirée du 31 de Paris sur France 2 : coanimation
- 2024 : Le 20 heures, sur France 2, en tant que remplaçante
- Depuis 2024 : Le 13 heures sur France 2, en tant que remplaçante
- 2024 : Téléthon sur France Télévisions